# 矛斑兵鯰
矛斑兵鯰，為輻鰭魚綱鯰形目美鯰科的其中一種，為熱帶淡水魚。分布於南美洲亞馬遜河及巴拉圭河流域，體長可達2.4-2.5公分，最大可達到3-3.5公分，棲息在植被生長的溪流底層水域，成小群活動，生活習性不明，可做為觀賞魚。

## 扩展阅读
維基物種上的相關：矛斑兵鯰